# 一宮町 (岡山県)
一宮町（いちのみやちょう）は、かつて岡山県御津郡にあった町である。1971年（昭和46年）1月8日に岡山市に編入され廃止された。現在は同市北区の一宮地域となっている。

## 歴史
かつては備前国津高郡馬屋郷に属した。馬屋とは古代山陽道の津高駅がこの地に置かれ、その駅家（まや）に起因するものとされる。
江戸時代に備前藩の所領となると、池田氏によって馬市が開かれた。その盛んな様子から現在も「市場」の地名が残っている。
1889年の町村制施行により、一宮村・馬屋下村・平津村が発足した。1954年4月にこれら3村で合併気運が高まり、翌1955年に合併して一宮町が発足した。
1971年1月8日、一宮町は岡山市に編入合併され、町制時の15大字のうち山崎は一宮を冠称した上で他の14大字とともに同市の大字に継承された。

### 沿革
- 1889年（明治22年）6月1日 町村制施行。
  - 一宮村・尾上村・西辛川村・辛川市場が合併して津高郡一宮村が発足。
  - 大窪村・福谷村・長野村・横尾村・芳賀村・松尾村が合併して津高郡馬屋下村が発足。
  - 首部村・楢津村・山崎村・今岡村・佐山村が合併して津高郡平津村が発足。
- 1900年（明治33年）4月1日 津高郡と御野郡が合併して御津郡となる。
- 1904年（明治37年）11月15日 中国鉄道吉備線が開業。一ノ宮駅（現・備前一宮駅）が設置される。
- 1955年（昭和30年）1月1日 御津郡一宮村・馬屋下村・平津村が合併して一宮町が発足。各村は地区（小学区）となる。
- 1971年（昭和46年）1月8日 一宮町が岡山市に編入される。
- 1990年（平成2年）4月1日 芳賀佐山団地を中心として上芳賀地区および佐山地区が馬屋下・平津の両地区より割譲され新小学区となる桃丘地区（小学区）が発足する。
- 2009年（平成21年）4月1日 岡山市が政令指定都市に移行し、一宮地区の行政区は北区となる。

## 人口
| \| 1950年（昭和25年） \| 8,737人 \| \| \| 1955年（昭和30年） \| 8,887人 \| \| \| 1960年（昭和35年） \| 8,629人 \| \| \| 1965年（昭和40年） \| 8,904人 \| \| \| 1970年（昭和45年） \| 11,620人 \| \| |          |  |
| 総務省統計局 / 国勢調査（1970年） |          |  |
| 1950年（昭和25年） | 8,737人  |  |
| 1955年（昭和30年） | 8,887人  |  |
| 1960年（昭和35年） | 8,629人  |  |
| 1965年（昭和40年） | 8,904人  |  |
| 1970年（昭和45年） | 11,620人 |  |

## 出身人物
- 黒住成章（弁護士、政治家） - 立憲政友会所属の衆議院議員、函館弁護士会長、司法省参与官[5]。